# Roland Topor
Roland Topor (7. ledna 1938 Paříž — 16. dubna 1997 Paříž) byl francouzský výtvarník a spisovatel, ovlivněný surrealismem a patafyzikou.

## Biografie
Pocházel z rodiny přistěhovalců z Polska, jeho otec Abram Topor byl malíř a sochař. Kvůli svému židovskému původu se rodina za 2. světové války musela skrývat v Savojsku. Topor vystudoval École nationale supérieure des beaux-arts a živil se jako kreslíř pro časopis Hara-Kiri. Jeho karikatury se vyznačovaly drastickou komikou, založenou na kontrastu věcného, konzervativního stylu kresby s provokativním sadomasochistickým obsahem. V roce 1961 obdržel Cenu černého humoru. Byl členem Panického hnutí, které provozovalo šokující performance ve stylu Antonina Artauda.
Je autorem románu Nájemník, který v roce 1976 zfilmoval Roman Polanski. Napsal také divadelní hry Dítě pana Vavřince, Joko slaví narozeniny, Zima pod stolem a písňové texty pro francouzskou zpěvačku japonského původu Megumi Satsu. Ilustroval klasickou dětskou knihu Pinocchiova dobrodružství.
Jako výtvarník a scenárista spolupracoval s filmovým režisérem René Lalouxem, vytvořili experimentální animovaný snímek Hlemýždi (1965) a v československo-francouzské koprodukci celovečerní vědeckofantastický kreslený film Divoká planeta podle předlohy Stefana Wula (1973). Vytvořil také animované sekvence do filmů Viva la Muerte (režie Fernando Arrabal, 1971) a Casanova Federica Felliniho (1976). Hrál menší role ve filmech Sladký film (Dušan Makavejev, 1974), Nosferatu, fantom noci (Werner Herzog, 1979), Ratataplan (Maurizio Nichetti, 1979), Swannova láska (Volker Schlöndorff, 1984) a Tři životy a jen jedna smrt (Raoul Ruiz, 1996). Je spoluautorem scénáře k absurdní komedii o životě a díle Markýze de Sade Markýz, kterou režíroval v roce 1988 Henri Xhonneux.
Byl zakladatelem a předsedou společnosti ROMALIAISONPARIS, podporující spolupráci italských a francouzských umělců.